# Saison 5 de Nurse Jackie
Chronologie
Saison 4 Saison 6
Cet article présente les dix épisodes de la cinquième saison de la série télévisée américaine Nurse Jackie.

## Synopsis
Infirmière au sein des urgences d'un hôpital new-yorkais assez difficile, Jackie a du mal à équilibrer sa vie professionnelle agitée et sa vie personnelle désastreuse. Obstinée et brillante, elle se bat pour affronter les pires cas des plus difficiles. Seulement pour pouvoir supporter physiquement tous ces tracas quotidiens, elle consomme plusieurs médicaments et est notamment dépendante au Vicodin.

## Distribution

### Acteurs principaux
- Edie Falco (V. F. : Anne Jolivet) : Jackie Peyton, infirmière
- Eve Best (V. F. : Marjorie Frantz) : Dr Eleanor O'Hara, la meilleure amie de Jackie (2 épisodes)
- Merritt Wever (V. F. : Catherine Desplaces) : Zoey Barkow, infirmière stagiaire de Jackie
- Paul Schulze (V. F. : Pierre-François Pistorio) : Eddie Walzer, pharmacien et amant de Jackie
- Peter Facinelli (V. F. : Sébastien Desjours) : Dr Fitch « Coop » Cooper, docteur en manque de reconnaissance
- Anna Deavere Smith (V. F. : Julie Carli) : Mme Gloria Akalitus, chef du personnel
- Dominic Fumusa (V. F. : Mathieu Buscatto) : Kevin Peyton, ex-mari de Jackie

### Acteurs récurrents
- Ruby Jerins (en) (V. F. : Alice Orsat) : Grace Peyton, fille de 10 ans de Jackie
- Mackenzie Aladjem (V. F. : Jeanne Orsat) : Fiona Peyton, fille de 7 ans de Jackie
- Stephen Wallem (en) (V. F. : Jerome Wiggins) : Thor, infirmier
- Betty Gilpin (V. F. : Philippa Roche) : Dr Carrie Roman
- Morris Chestnut (V. F. : Serge Faliu) : Dr Ike Prentiss
- Adam Ferrara (V. F. : Pierre-Jean Cherer) : Frank Verelli
- Marcy Harriell : Marta
- Danny Flaherty : Danny

### Invités
- Sarah Steele : Hannah Cohen (épisodes 1 et 2)
- Lee Aaron Rosen (V. F. : Antoine Fleury) : le jogger (épisode 1)
- Greta Lee (V. F. : Jade Phan-Gia) : une des infirmières (épisodes 1 et 7)
- Michael Potts : le médiateur (épisode 2)
- Steven Lee Merkel (V. F. : Antoine Fleury) : l'ambulancier (épisodes 3 et 6)
- Christian Coulson (V. F. : Didier Cherbuy) : M. Farrell (épisode 4)
- Robbie Tann (V. F. : Antoine Fleury) : Steve (épisode 4)
- Lance Roberts : Vince, le principal (épisode 4)
- Anthony Reimer (V. F. : Antoine Fleury) : un patient (épisode 5)
- Bobby Cannavale (V. F. : Jean-Louis Faure) : Dr Mike Cruz (épisodes 5 et 6)
- Michael Chernus : Louie (épisode 6)
- Pallavi Sastry (V. F. : Jade Phan-Gia) : Allison (épisode 7)
- Berto Colon (V. F. : Antoine Fleury) : Eric Rios (épisode 8)
- John Cullum : Wally (épisode 10)

## Production

### Développement
Le 31 mai 2012, la série a été renouvelée pour cette cinquième saison.

### Casting
Betty Gilpin, Morris Chestnut et Adam Ferrara ont obtenu un rôle récurrent lors de cette saison.

## Liste des épisodes

### Épisode 1:Bon anniversaire de merde
- États-Unis : 14 avril 2013 sur Showtime[5]
- France : 
  - 22 septembre 2013 sur Canal+ Séries[réf. souhaitée]
  - 4 janvier 2015 sur Téva[6]
- Suisse : 7 septembre 2014 sur RTS Un[7]

- États-Unis : 770 000 téléspectateurs[8] (première diffusion)

### Épisode 2:Dessine-moi une famille
- États-Unis : 21 avril 2013 sur Showtime
- France : 
  - 22 septembre 2013 sur Canal+ Séries
  - 4 janvier 2015 sur Téva

- États-Unis : 759 000 téléspectateurs[9] (première diffusion)

### Épisode 3:Garder le sourire
- États-Unis : 28 avril 2013 sur Showtime
- France : 
  - 22 septembre 2013 sur Canal+ Séries
  - 4 janvier 2015 sur Téva

- États-Unis : 688 000 téléspectateurs[10] (première diffusion)

### Épisode 4:L'union fait la force
- États-Unis : 5 mai 2013 sur Showtime
- France : 
  - 22 septembre 2013 sur Canal+ Séries
  - 4 janvier 2015 sur Téva

- États-Unis : 725 000 téléspectateurs[11] (première diffusion)

### Épisode 5:Le Grand Soir
- États-Unis : 12 mai 2013 sur Showtime
- France : 
  - 29 septembre 2013 sur Canal+ Séries
  - 11 janvier 2015 sur Téva

- États-Unis : 840 000 téléspectateurs[12] (première diffusion)

### Épisode 6:Discussion nocturne
- États-Unis : 19 mai 2013 sur Showtime
- France : 
  - 29 septembre 2013 sur Canal+ Séries
  - 11 janvier 2015 sur Téva

- États-Unis : 835 000 téléspectateurs[13] (première diffusion)

### Épisode 7:Un pour tous, elle toute seule
- États-Unis : 26 mai 2013 sur Showtime
- France : 
  - 29 septembre 2013 sur Canal+ Séries
  - 18 janvier 2015 sur Téva

- États-Unis : 563 000 téléspectateurs[14] (première diffusion)

### Épisode 8:Vieux Réflexes
- États-Unis : 2 juin 2013 sur Showtime
- France :  
  - 6 octobre 2013 sur Canal+ Séries
  - 18 janvier 2015 sur Téva

- États-Unis : 784 000 téléspectateurs[15] (première diffusion)

### Épisode 9:Cœurs en vrac
- États-Unis : 9 juin 2013 sur Showtime
- France : 
  - 6 octobre 2013 sur Canal+ Séries
  - 25 janvier 2015 sur Téva

- États-Unis : 821 000 téléspectateurs[16] (première diffusion)

### Épisode 10:Un dernier pour la route
- États-Unis : 16 juin 2013 sur Showtime
- France : 
  - 6 octobre 2013 sur Canal+ Séries
  - 25 janvier 2015 sur Téva

- États-Unis : 751 000 téléspectateurs[17] (première diffusion)